# New Riegel
New Riegel é uma vila localizada no estado norte-americano de Ohio, no Condado de Seneca.

## Demografia
Segundo o censo norte-americano de 2000, a sua população era de 226 habitantes.
Em 2006, foi estimada uma população de 217, um decréscimo de 9 (-4.0%).

## Geografia
De acordo com o United States Census Bureau tem uma área de
0,5 km², dos quais 0,5 km² cobertos por terra e 0,0 km² cobertos por água. New Riegel localiza-se a aproximadamente 252 m acima do nível do mar.

## Localidades na vizinhança
O diagrama seguinte representa as localidades num raio de 20 km ao redor de New Riegel.